# スキタイ組曲
スキタイ組曲（《アラとロリー》）作品20（ロシア語 : Скифская сюита "Ала и Лоллий"；仏語：Suite scythe ("Ala et Lolli")）は、セルゲイ・プロコフィエフの管弦楽曲である。

## 概要
1916年にまとめられ、同年1月29日に、作曲者プロコフィエフ自身の指揮によって、ペトログラード（現サンクトペテルブルク）で初演された。
スキタイ人を題材としたバレエ音楽《アラとロリー》として作曲されたが、スケッチを書き上げたところでセルゲイ・ディアギレフに示したものの、ディアギレフの関心を惹くことに失敗した。ディアギレフは、これは《春の祭典》の二番煎じだ、と言って断わったという。そこで、演奏会用の管弦楽組曲《スキタイ組曲》として書き直された。
バレエ音楽としては成立しなかったが、本来の曲名である《スキタイ組曲》に、《アラとロリー》の題名が添えられることが多い。

## 編成
以下のように、大きな編成が要求される規模の大きな楽曲となっている。
ピッコロ1、フルート3（アルトフルート1持ち替え）、オーボエ3、コーラングレ、クラリネット3（小クラリネット1持ち替え）、バスクラリネット、ファゴット3、コントラファゴット1、ホルン8、トランペット5（第3奏者はソプラニーノ・トランペット持ち替え、第4奏者はアルト・トランペット、第5奏者は省略可）、テナートロンボーン3、バストロンボーン1、テューバ1、ティンパニ、シンバル2、大太鼓、トライアングル、タムタム、タンブリン、小太鼓、グロッケンシュピール、シロフォン、チェレスタ、ハープ2、ピアノ、弦五部

## 構成
楽曲は、以下の4楽章から成る。演奏時間は、約20分である。
1. ヴェレスとアラへの讃仰（Поклонение Велесу и Але; L'adoration de Vélès et d'Ala）：野蛮で色彩的な音楽は、スキタイ人の太陽信仰を表している。兇暴な部分は太陽神ヴェレスを、柔和な部分はその娘アラを表している。
2. 邪神チュジボーグと魔界の悪鬼の踊り（Чужбог и пляска нечисти; Le dieu ennemi et la danse des esprits noirs）：スキタイ人がアラに生贄を捧げていると、7匹の魔物に取り囲まれた邪神チュジボーグが野卑な踊りを舞い始める。
3. 夜（Ночь; La Nuit）：邪神チュジボーグは夜陰に乗じてアラを襲う。月の女神たちがアラを慰める。
4. ロリーの栄えある門出と太陽の行進（Поход Лоллия и шествие Солнца; Le départ glorieux de Lolli et le cortège du soleil）：勇者ロリーがアラを救いに現れる。太陽神ヴェレスがロリーに肩入れして、チュジボーグを打ち負かす。勇者と太陽神が勝ち、日の出を表す音楽によって組曲が終わりとなる。